# Jérôme Sainte-Marie
Pour les articles homonymes, voir Sainte-Marie.
 (septembre 2022).
Jérôme Sainte-Marie, né le 18 janvier 1966 à Alger (Algérie), est un analyste politique et sondeur français.
En 2023, il est chargé de la formation des cadres du Rassemblement national.

## Parcours
Jérôme Sainte-Marie naît le 18 janvier 1966 à Alger,. Ses parents professeurs coopérants en Algérie depuis 1964, arrivent en France en 1972. L'un de ses grand-pères a été assistant parlementaire de Vincent Auriol. Ce même grand-père était communiste et résistant[réf. nécessaire].
Il est diplômé de l'Institut d'études politiques de Paris en 1990, et titulaire d’une licence d’histoire de l’université Paris-1 Panthéon Sorbonne.[source insuffisante]
Il est adhérent du Mouvement des citoyens dans les années 1990.
Il commence sa carrière d'analyste politique au service d'information du gouvernement de Michel Rocard, puis intègre successivement Louis Harris puis BVA, dont il devient en 2002 directeur du département opinion, poste qu'il occupe jusqu'en 2008.
Après avoir fondé l'entreprise de sondage ISAMA en 2008, il rejoint en octobre 2010 l'entreprise de sondage CSA en tant que directeur du département Opinion et directeur général adjoint.
Observateur de la vie politique, il intervient dans les médias pour commenter l'actualité politique depuis l'élection présidentielle de 2012. Il intervient en tant que chroniqueur dans l'émission L'info du vrai animée par Yves Calvi sur Canal+, ainsi que sur la chaîne d'information en continu LCI,.
Il est membre du comité scientifique de la Revue politique et parlementaire. Il est également membre du conseil scientifique de la revue Urbanisme.[source insuffisante]
Il a enseigné à l’université Paris-Dauphine la méthode des sondages dans le master 2 Politiques publiques et opinion et enseigne actuellement à l’Institut catholique de Paris la méthode des sondages dans le master 1 Affaires publiques nationales et européennes.[source insuffisante]
Il publie Le nouvel ordre démocratique en 2015.
Entre septembre 2016 et avril 2017, dans le cadre de l'élection présidentielle française de 2017, il conseille Marine Le Pen pour sa campagne électorale. La même année, il travaille également pour Jean-Luc Mélenchon. Il travaille ensuite auprès du parti Les Républicains.
En 2019, il publie Bloc contre bloc, un livre dans lequel il théorise « un retour du vote de classe », qui donnerait à Emmanuel Macron le « bloc élitaire » et à Marine Le Pen le « bloc populaire ».
Le 8 juillet 2020, dans le cadre de la 29e journée du livre politique, le Prix des Députés est attribué à Jérôme Sainte-Marie pour Bloc contre bloc.
Il est président de l'institut de sondage PollingVox.
Lors de l'élection présidentielle de 2022, il conseille à nouveau Marine Le Pen.
En septembre 2022, le président par intérim du Rassemblement national Jordan Bardella affirme vouloir créer dans son parti une école de cadres confiée à Sainte-Marie,. L'école, nommée Campus Héméra, ouvre en mars 2023 sous forme de plate-forme d'apprentissage en ligne. Elle compte parmi ses intervenants des proches de l'Institut Iliade, notamment François Bousquet et Michel Maffesoli,.
En dépit de ses responsabilités au RN, ses fréquentes interventions médiatiques ne sont pas prises en compte dans le temps de parole du parti par l'Arcom, remarque Le Nouvel Obs.
Lors des élections législatives de 2024, il est candidat du Rassemblement national dans la 1re circonscription des Hautes-Alpes. Avec 48,36 % des voix, il est battu, le 7 juillet, par la candidate socialiste du Nouveau Front populaire Marie-José Allemand (51,64 % des voix).
Début septembre 2024, il est nommé délégué départemental du Rassemblement national pour les Hautes-Alpes.
En janvier 2025, il est accusé par Mathieu Dejean de Mediapart de faire partie de ceux qui réécrivent l’histoire de Jean-Marie Le Pen[pertinence contestée].

### Campus Héméra
En mars 2023, il devient au moment de sa création le directeur du Campus Héméra, école de formation du Rassemblement National
,,,.

## Publications
- Un Fauteuil pour 10 (essai), Paris, éditions de l’Archipel, 2006, 206 p. (ISBN 978-2-84187-887-1)
- Jérôme Sainte Marie et Michel Derczansky (dir.), Regards croisés sur le proche-orient, éditions Yago, coll. « Perspectives », 2011 (ISBN 978-2-916209-82-1)
- Le Nouvel Ordre démocratique, Paris, éditions du Moment, 2015, 231 p. (ISBN 978-2-35417-419-4)
- Bloc contre bloc : La dynamique du Macronisme, Paris, éditions du Cerf, 2019, 284 p. (ISBN 978-2-204-13411-8) — Prix des députés 2020
- Bloc populaire : Une subversion électorale inachevée, Paris, éditions du Cerf, 2021, 208 p. (ISBN 978-2-204-14523-7)